# August Friedrich Edmund Meyer
August Friedrich Edmund Meyer (* um 1805; † nach 1865) war ein deutscher Verwaltungsjurist.

## Leben
August Friedrich Edmund Meyer war Sohn des Oberamtmanns Meyer im Amt Hannover. Er studierte ab 1825 Rechtswissenschaften an der Universität Göttingen und wurde Mitglied des Corps Hannovera Göttingen. Nach dem Studium trat er in den Verwaltungsdienst des Königreichs Hannover ein und wurde Auditor im Amt Herzberg (Harz). 1840 war Meyer Amtsassessor im Amt Calenberg. 1852 wurde er Amtmann des Amtes Sulingen und trat dort 1859 in den Ruhestand.